# Зан, Гёкхан
Гёкха́н Зан (тур. Gökhan Zan; род. 7 сентября 1981, Антакья) — турецкий футболист, в прошлом игрок сборной Турции.

## Карьера

### Клубная карьера
Зан выпускник футбольной академии «Хатайспора», в 1999 году он дебютирует в первой команде. После окончания сезона 1999/00 Гекхан перебирается в «Дарданелспор», где проводит последующие три года. «Бешикташ» выкупает контракт защитника в 2003 году, но вскоре отдает его в аренду «Газиантепспору».
После окончания сезона 2008/09, «Бешикташ» предложил Зану новый контракт, но Гекхана не устроили условия и соглашение не было продлено. По слухам футболист он вообще не получал от «орлов» никаких предложений и трех недель неопределенности решил заняться поисками нового клуба. 22 июня 2009 года защитник подписал двухлетний контракт с «Галатасараем». 9 августа 2009 года Гекхан дебютировал в новом клубе в матче против «Газиантепспора». 23 апреля 2011 года Зан забил свой первый гол за «Галатасарай» в поединке против «Кайсериспора», который принес его команде ничью, 1-1.

## Международная карьера
Зан дебютировал в сборной Турции 1 марта 2006 года в товарищеском матче против сборной Чехии.
Ключевым игроком команды Гекхан стал на Чемпионате Европы 2008 года, где он принял участие в трех матчах против сборных Германии, Хорватии и Португалии. В поединке против португальцев защитник получил травму и в дальнейших матчах участия не принимал. В составе национальной команды Зан стал бронзовым призёром Евро. Также Гекхан вызывался на матчи отборочного этапа Чемпионата Мира 2010 и Чемпионата Европы 2012.

## Достижения
Командные
 Бешикташ
- Турецкая Суперлига — 2008/09
- Обладатель Суперкубка Турции — 2006
- Обладатель Кубка Турции — 2005/06
- Обладатель Кубка Турции — 2006/07
- Обладатель Кубка Турции — 2008/09

 Галатасарай
- Турецкая Суперлига — 2011/2012, 2012/2013
- Обладатель Кубка Турции — 2014
- Обладатель Суперкубка Турции — 2012

Международные
- Чемпионат Европы по футболу — 2008